# Serpentin-Streifenfarn
Der Serpentin-Streifenfarn (Asplenium cuneifolium), auch Keilblättriger Streifenfarn genannt, ist eine Pflanzenart aus der Gattung der Streifenfarne (Asplenium) innerhalb der Familie der Streifenfarngewächse (Aspleniaceae). Er gedeiht nur auf Serpentingestein in Europa. Nach Euro+Med ist er als eine Unterart Asplenium adiantum-nigrum subsp. serpentini (Tausch) Heufl. zu Asplenium adiantum-nigrum zu stellen.

## Beschreibung

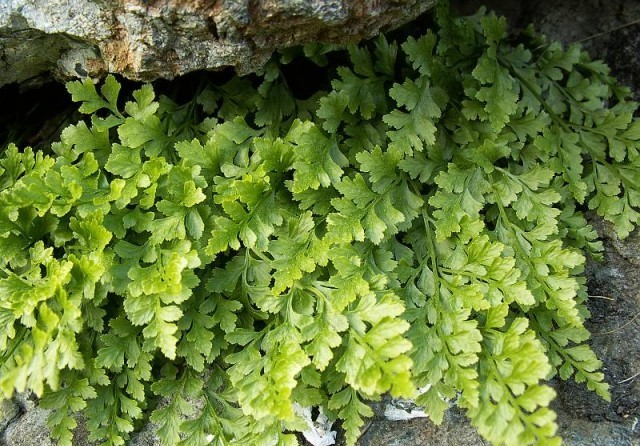
Farnwedel

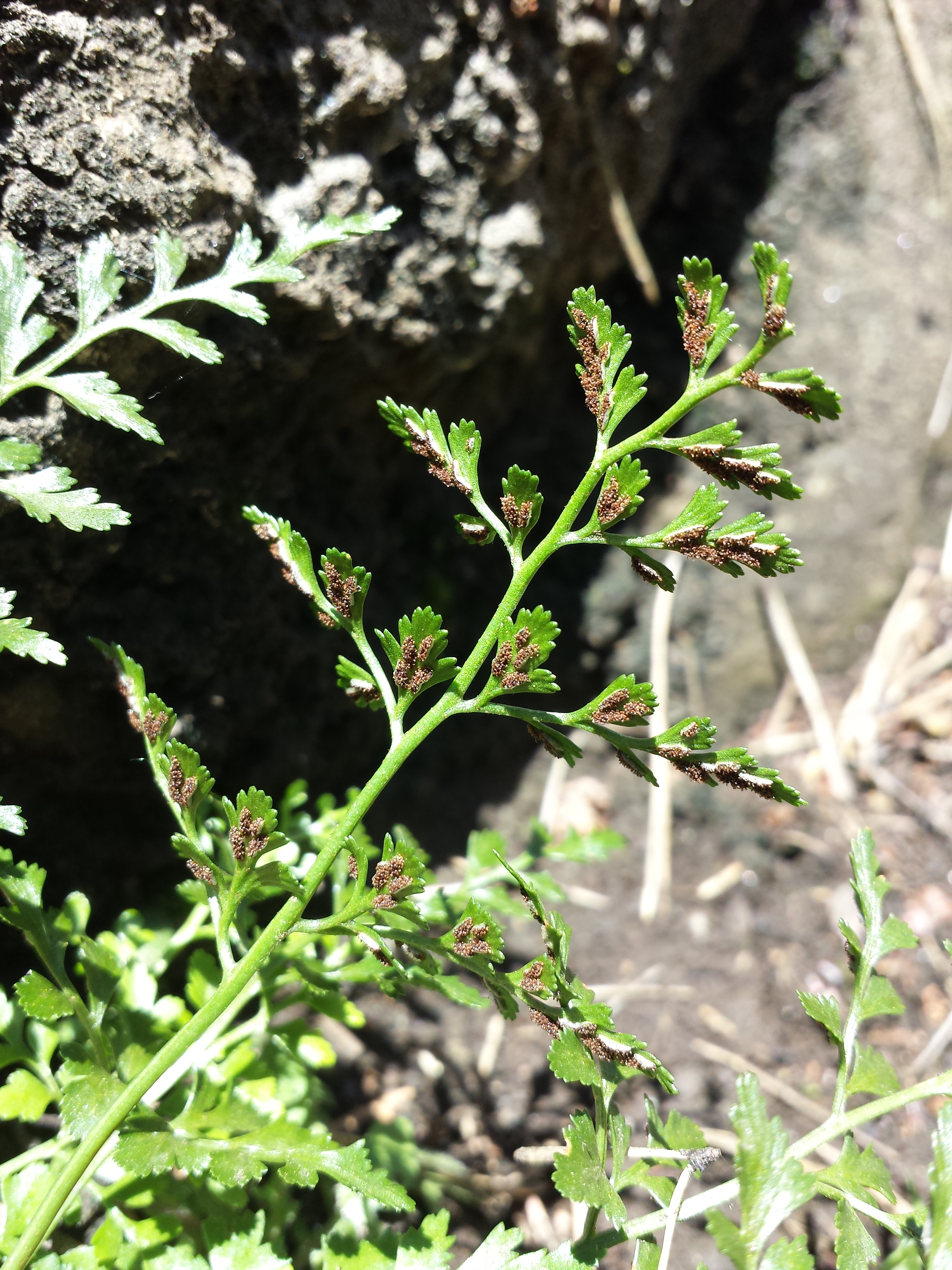
Wedelunterseite mit den Sori

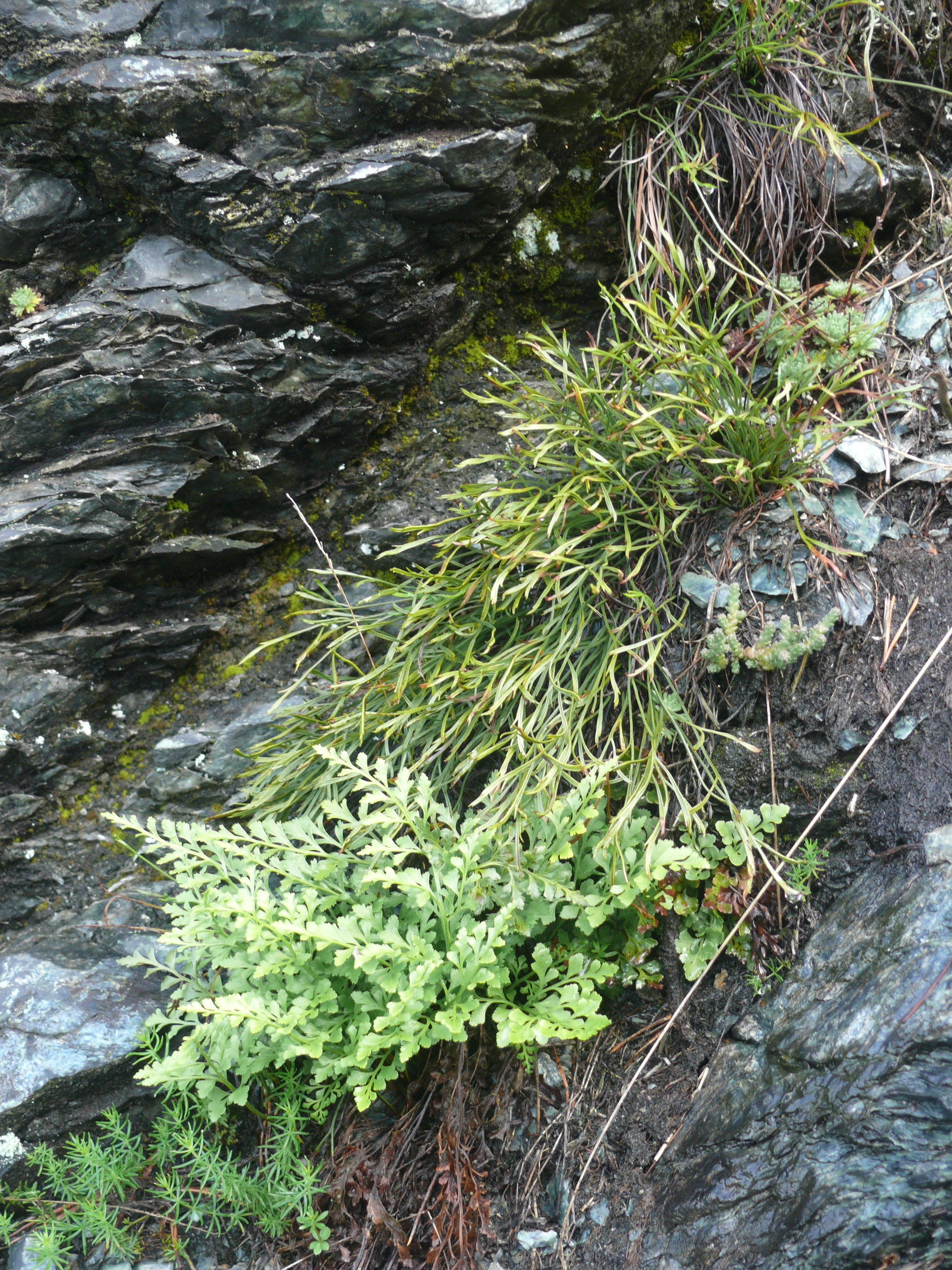
Serpentin-Streifenfarn und Gabel-Streifenfarn in Oberfranken

Der Serpentin-Streifenfarn wächst als ausdauernde krautige Pflanze und erreicht Wuchshöhen von 10 bis 45 Zentimetern; er ist damit nur halb so groß wie Asplenium adiantum-nigrum. Die Farnwedel sind in Stiel und Spreite gegliedert. Der Wedel ist weich, hellgrün und überwintert nicht. Der Stiel des Wedels ist gleich lang wie oder länger als die Spreite, von oberseits grüner Farbe und rund 2 Millimeter dick. Die Farnwedel sind glanzlos, aber ansonsten sind sie denen von Asplenium adiantum-nigrum ähnlich. Die Wedel sind drei- bis vierfach gefiedert. Die Wedelspreite ist breit dreieckig-eiförmig, kurz zugespitzt und an der Spitze nicht geschwänzt. Die Fiedern stehen meist gerade ab und sind selten etwas aufwärts gebogen. Die Fiederabschnitte 1. Ordnung sind kaum zugespitzt. Die Fiederchen (= Abschnitte letzter Ordnung) sind breit oval, fein und etwa stumpf gezähnt. Der letzte Fiederabschnitt ist rhombisch bis fächerkeilförmig mit gestutztem oberen Ende, aber nicht stachelspitzig und gerade; sein Rand ist spitz oder stumpflich gezähnt.
Die Sporen werden von Juli bis Oktober reif. Die Sporen sind meist 30 bis 34 (27 bis 36) µm lang.
Die Chromosomenzahl beträgt 2n = 72.

## Vorkommen und Gefährdung
Der Serpentin-Streifenfarn ist in Mittel-, Ost- und Südeuropa sowie in Anatolien verbreitet.
In Mitteleuropa kommt der Serpentin-Streifenfarn in Deutschland, Österreich, in der Schweiz, der Tschechischen Republik und in Polen im Gebiet Województwo dolnośląskie vor. Der Serpentin-Streifenfarn wächst aktuell in Deutschland in Bayern und Sachsen, bspw. im Fichtelgebirge, Frankenwald, Vogtland und Erzgebirge. In Thüringen gilt er als ausgestorben. In Österreich kommt er in Niederösterreich, Salzburg, in der Steiermark und im Burgenland vor. In der Schweiz kommt er in den Kantonen Tessin, Wallis sowie Graubünden vor. In Deutschland ist der Serpentin-Streifenfarn als eine nationale Verantwortungsart innerhalb der Nationalen Strategie zur biologischen Vielfalt der Bundesregierung eingestuft.
Der Serpentin-Streifenfarn gedeiht nur auf Serpentingestein, Magnesit oder Mischgesteinen. Er wächst auf Felsen, Geröll, auf steinigen Abhängen der collinen bis subalpinen Höhenstufe. Er ist eine Assoziationscharakterart des Asplenietum serpentini (Asplenion serpentini). Er steigt in der Türkei bis in Höhenlagen von 2000 Meter und in Graubünden oberhalb Marmorera bis 2050 Meter auf.

## Systematik
Die Erstbeschreibung von Asplenium cuneifolium erfolgte 1808 durch Domenico Viviani in Florae italicae fragmenta, seu plantae rariores, vel nondum cognitae, in varlis Italiae regionibus detectae..., Seite 15, Tafel 18. Synonyme für Asplenium cuneifolium Viv. sind: Asplenium serpentini Tausch, Asplenium adiantum-nigrum subsp. cuneifolium (Viv.) Asch.
Je nach Autor gibt es etwa zwei Unterarten:
- Asplenium cuneifolium Viv. subsp. cuneifolium (Syn.: Asplenium adiantum-nigrum subsp. cuneifolium Asch. & Graebn., Asplenium adiantum-nigrum subsp. serpentini (Tausch ex W.D.J.Koch) Milde, Asplenium adiantum-nigrum subsp. serpentini (Tausch ex W.D.K.Koch) Heufl., Asplenium adiantum-nigrum var. serpentini Tausch ex W.D.J.Koch, Asplenium cuneifolium var. anthriscifolium (Milde) Reichst. nom. inval., Asplenium forsteri Sadler, Asplenium incisum Opiz nom. illeg., Asplenium lamotteanum Hérib. ex Le Grand, Asplenium multicaule H.Scholtz, Asplenium novum Sadl., Asplenium serpentini Tausch nom. illeg., Asplenium serpentini var. angustilobum Tausch, Asplenium serpentini var. incisum (Opiz) Tausch, Asplenium serpentini var. latilobum Tausch): Es gibt Fundortangaben in Italien, in der Schweiz, Österreich, Deutschland, Tschechien, Polen, in der Ukraine, der Slowakei, Ungarn, Rumänien, Bulgarien, Slowenien, Kroatien, Serbien, Bosnien und Herzegowina, Montenegro, Albanien, Nordmazedonien, Griechenland, auf Zypern, im asiatischen Teil der Türkei und im Iran; vielleicht auf Korsika sowie Frankreich.[1][6]
- Asplenium cuneifolium subsp. dacicum (Borbás) Soó (Syn.: Asplenium dacicum Borbás): Dieser Endemit kommt nur in Ungarn vor.[6]

## Belege

## Weiterführende Literatur
- J. C. Vogel, S.-W. Breckle: Über die Serpentin-Streifenfarne Asplénium cuneifolium Viv., Asplénium adulterinum Milde und ihre Verbreitung und Gefährdung in Bayern. In: Berichte der Bayerischen Botanischen Gesellschaft. Band 63, 1992, S. 61–79. ISSN 0373-7640 Volltext-PDF.
- A. Sleep: On the genus Asplenium in the Iberian Peninsula. In: Acta Botánica Malacitana, Band 8, Málaga, 1983, S. 11–46. Volltext-PDF.
- Carmen Prada, Emilia Pangua, Santiago Pajarón, Alberto Herrero, Adrián Escudero, Agustín Rubio: A comparative study of gametophyte morphology, garnetangial ontogeny and sex expression in the Asplenium adiantum-nigrum complex (Aspleniaceae, Pteridophyta). In: Annales Botanici Fennici Band 32, 1995, S. 107–115. ISSN 0003-3847 Volltext-PDF.

- Karte mit allen verlinkten Seiten:
- OSM |
- WikiMap